# Dragoslavele

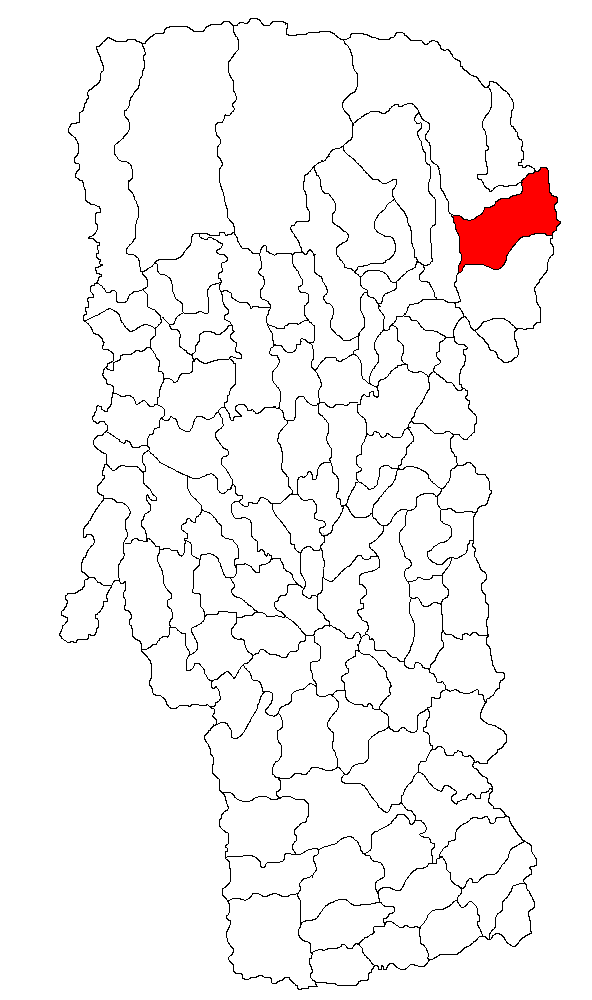
Ubicación de Dragoslavele en Arges.

Dragoslavele es una comuna ubicada en la parte norte del Condado de Argeş, Rumania, localizada por la antigua frontera entre Transilvania y Valaquia, en el lado válaco. Se trata de un lugar relativamente importante para la casa de turismo. 
La comuna se encuentra en la parte inferior de las laderas de los montes Cárpatos del Sur (en un extremo del paso de Bran, el estrecho valle que separa las montañas de Piatra Craiului y las montañas de Bucegi), a orillas del río Dâmboviţa. 

## Historia
Desde la Edad Media hasta 1914, Dragoslavele fue un importante punto de cruce fronterizo entre Valaquia (que más tarde sería Rumania) y las tierras de Habsburgo (desde 1867, Austria-Hungría). Durante la Primera Guerra Mundial, en octubre de 1916, la zona entre Dragoslavele y Mateiaş fue escenario de una violenta batalla entre el Ejército Rumano y las fuerzas alemanas.
- Datos: Q12724737
- Multimedia: Dragoslavele commune, Argeș / Q12724737